# FNM ATR 115
De ATR 115, ook wel GelenkTriebWagen genoemd, is een dieselelektrisch treinstel met lagevloerdeel voor het regionaal personenvervoer van de Ferrovie Nord Milano (FNM).

## Geschiedenis
Het treinstel werd ontworpen en gebouwd door Stadler Rail te Bussnang. Ferrovie Nord Milano (FNM) gebruikt sinds 2010 acht treinstellen. Het treinstel werd oorspronkelijk aangeduid als ATR 110 101-108.

## Constructie en techniek
Het treinstel is opgebouwd uit een aluminium frame met een frontdeel van GVK. Het treinstel heeft een lagevloerdeel. Dit treinstel wordt aangedrijven door twee MAN dieselmotoren die iedere een dynamo met een elektromotor aandrijft. Deze treinstellen kunnen tot drie stuks gecombineerd rijden. De treinstellen zijn uitgerust met luchtvering.

### Nummers
De treinen zijn door Ferrovie Nord Milano (FNM) als volt genummerd:
| treinstel nummer | rijtuig nummer                          |
| ---------------- | --------------------------------------- |
| ATR 115 001      | ATR 111.101 + ATR 112.101 + ATR 113.101 |
| ATR 115 002      | ATR 111.102 + ATR 112.102 + ATR 113.102 |
| ATR 115 003      | ATR 111.103 + ATR 112.103 + ATR 113.103 |
| ATR 115 004      | ATR 111.104 + ATR 112.104 + ATR 113.104 |
| ATR 115 005      | ATR 111.105 + ATR 112.105 + ATR 113.105 |
| ATR 115 006      | ATR 111.106 + ATR 112.106 + ATR 113.106 |
| ATR 115 007      | ATR 111.107 + ATR 112.107 + ATR 113.107 |
| ATR 115 008      | ATR 111.108 + ATR 112.108 + ATR 113.108 |

## Treindiensten
De treinen worden door Ferrovie Nord Milano (FNM) ingezet op de traject: Brescia - Iseo - Edolo